# Evangelisch-reformierte Kirche (Gambach)

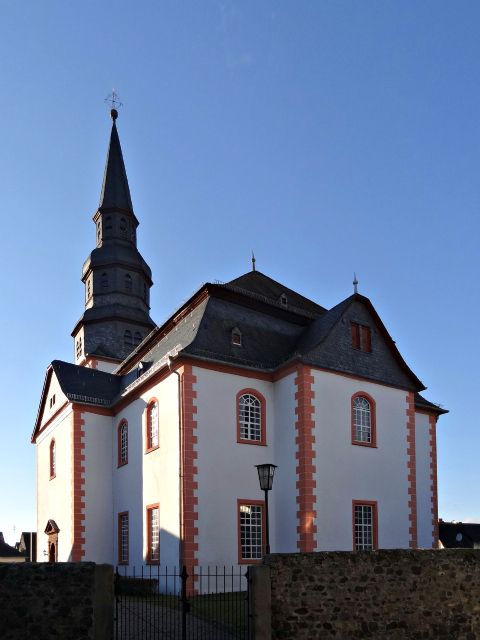
Kirche von Südosten

Die Evangelisch-reformierte Kirche in Gambach, einem Stadtteil von Münzenberg im Wetteraukreis (Hessen), wurde in den Jahren 1698 bis 1703 anstelle eines mittelalterlichen Vorgängerbaus errichtet. Die Saalkirche hat eine ungewöhnliche Form mit kurzen Kreuzarmen und ist als evangelische Predigtkirche gestaltet. Der Westturm von 1710 hat einen dreistufigen Helmaufbau. Die barocke Kirche ist ortsbildprägend und hessisches Kulturdenkmal.

## Geschichte

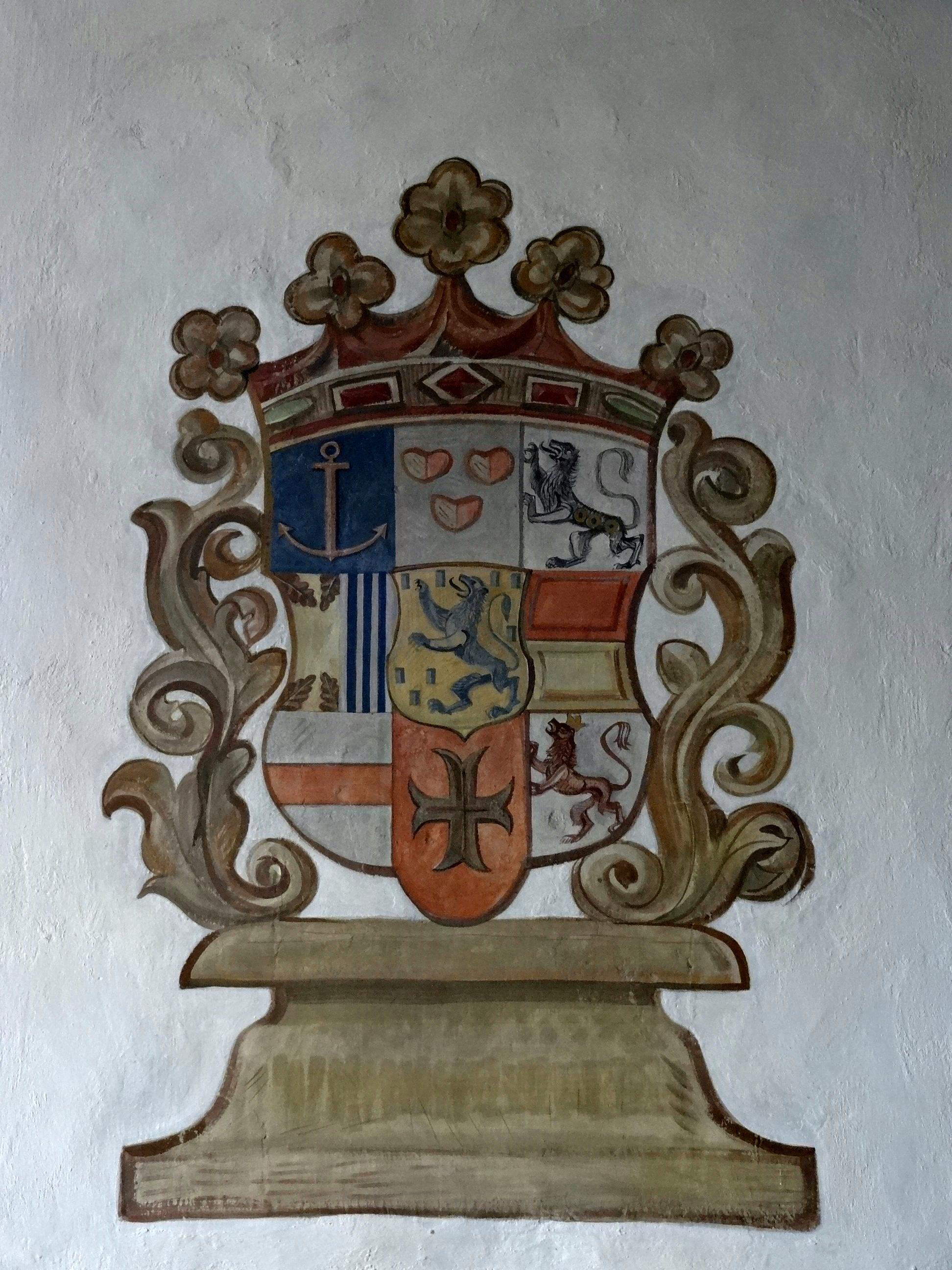
Wappen der Ehefrau Magdalene Sophie

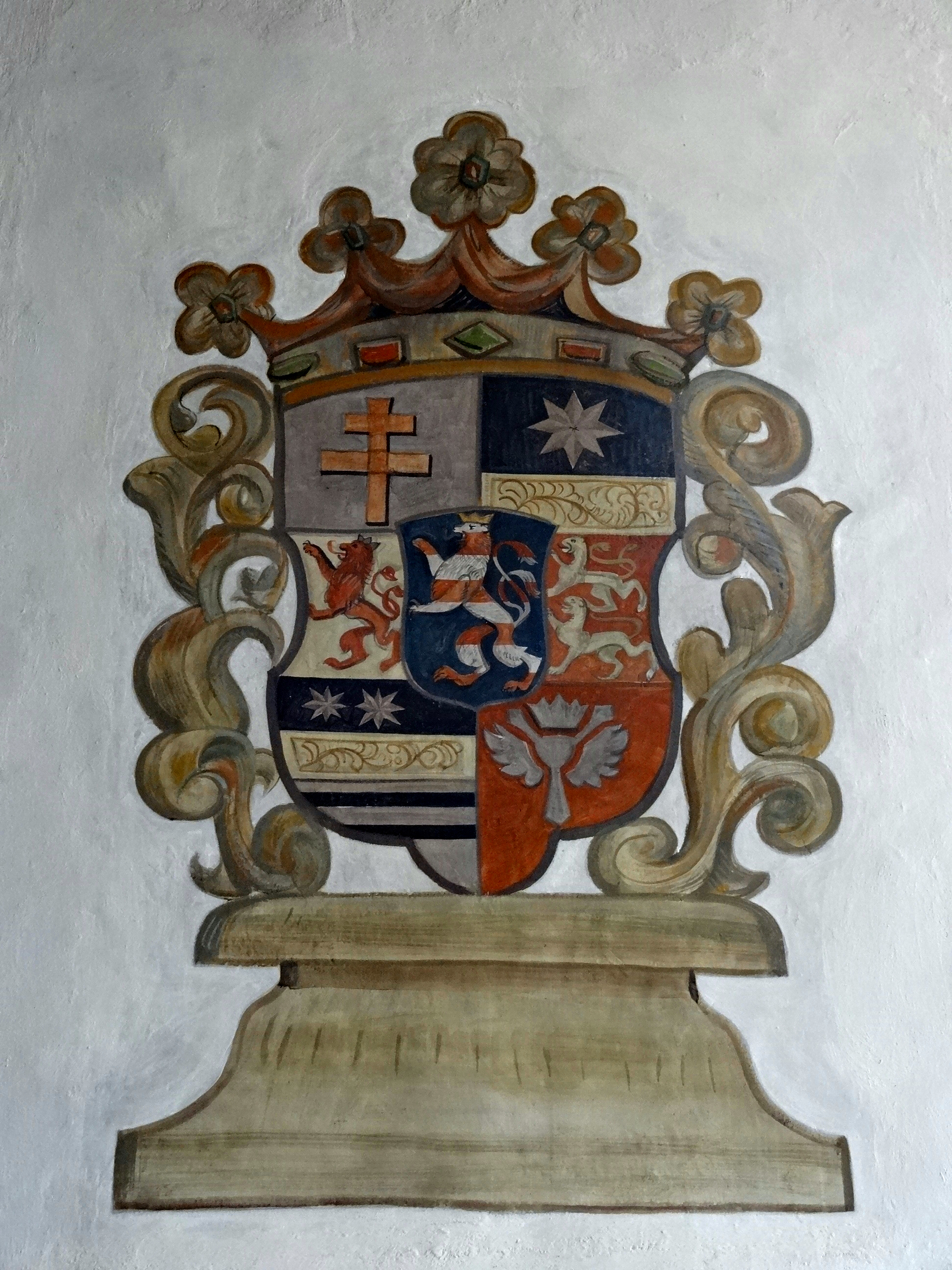
Gemaltes Wappen des Grafen Wilhelm Moritz an der Ostwand

Kirche und Pfarrei Gambach entstanden um 1260. Als Mutterkirche wird die um 800 urkundlich erstmals erwähnte Kirche in Trais vermutet. Ein Vizepleban ist im Jahr 1291 in einer Urkunde aus Kloster Arnsburg nachgewiesen. Ein Altar war Unserer Lieben Frau (Maria) geweiht. Auf einen romanischen Vorgängerbau weist ein rundbogiges Fensterstück, das beim Neubau 1710 in die Turmmauer integriert wurde. Der kleine Saalbau stand inmitten des Friedhofs, der von einer wehrhaften Mauer umgeben war. Gambach hatte im Mittelalter einen eigenen Sendbezirk und gehörte kirchlich zum Dekanat Friedberg im Archidiakonat von St. Maria ad Gradus im Erzbistum Mainz. Noch 1549 wird anlässlich einer Kirchenvisitation festgestellt: „In Gambach hat der Priester Petrus Ratz in seiner Kirche die heiligen Sakramente mit Geleucht und sonst reinlich mit gebührender Ehre auch alle Ornate und Kirchenzierate in guter Verwahrung, lehrt christlich und wohl umnd es ist kein Mangel bei ihm als allein der, daß er ein Weib zur Frau hat, welches er nit gedenkt zu verlassen.“
Mit Einführung der Reformation unter Graf Philipp von Solms-Braunfels (1494–1581) wechselte die Kirchengemeinde nach reformatorischen Anfängen ab 1549 im Jahr 1554 endgültig zum lutherischen Bekenntnis. Für das Jahr 1566 ist ein Pleban nachgewiesen. Im Zuge der „Zweiten Reformation“ unter Graf Konrad von Solms-Braunfels wurde am 7. September 1582 auf der Hungener Synode der Wechsel zum reformierten Bekenntnis beschlossen. Die Filialgemeinde Ober-Hörgern wurde in den Jahren 1612–1620 und 1624–1648 geistlich von Eberstadt versorgt. Anschließend wurde Ober-Hörgern endgültig nach Gambach eingepfarrt. Eine zweite Pfarrstelle in den Jahren 1691–1718 und 1758–1783 wurde mit einem Diakon für Ober-Hörgern eingerichtet. Infolgedessen erhielt der Gambacher Pfarrer die kuriose Bezeichnung „Ober-Pfarrer von Ober-Hörgern“.
Im letzten Viertel des 17. Jahrhunderts wurde die mittelalterliche Kirche baufällig und 1698/1699 abgetragen. Das heutige Gotteshaus entstand unter Graf Wilhelm Moritz von Solms-Braunfels in den Jahren 1698 bis 1703. Angesichts der Bevölkerungsanzahl von 563 Personen im Jahr 1694 war die Kirche mit 700 Sitzplätzen überdimensioniert angelegt. Durch den damaligen Pfarrer Johann Huldrich Werdmüller, der aus Zürich stammte, wurden Verbindungen zu Schweizer Gemeinden gelegt, die für den Kirchenbau spendeten. Der Graf unterstützte das Bauprojekt finanziell und erstellte verschiedene Pläne und Zeichnungen. Er reiste in die Schweiz, um die Gemeinden um Spenden zu bitten. Zudem schlossen sich die benachbarten reformierten Kirchen des Ortes Gambach mit Spenden an. Vom Vorgängerbau wurden Steine, Holz und Sandsteinplatten, die mit Ornamenten verziert waren, wiederverwendet. Am 5. August 1703 vernichtete eine Feuer den gesamten Ort. Westlich des Gambachs waren fast alle Gebäude zerstört oder schwer beschädigt. Nur die fast fertiggestellte neue Kirche, Rathaus, Pfarrhaus und einige Hofreiten östlich des Gambachs blieben verschont. Die Einweihung der Kirche erfolgte vier Wochen später, am 2. September 1703. Der Turm wurde aus Kostengründen erst 1710 fertiggestellt. „Creutz und Gickel“ als Bekrönung folgten 1721.
Pfarrerin Ulrike Eichler entdeckte im Jahr 2003 auf dem Dachboden der Kirche eine Bibel von 1666, in deren Anhang der Bauplan des Tempels Salomos stark abgegriffen war. Sie vermutete das biblische Bauwerk als Vorlage, da die Länge von 30 Metern (60 Ellen) und Höhe von 15 Metern (30 Ellen) bis zum First den biblischen Vorgaben aus 1 Kön 6,2  entsprachen. Die Kirche ist allerdings breiter als der salomonische Tempel und nähert sich auf diese Weise dem Goldenen Schnitt an.
Als sich 1750 die Holztonne absenkte, wurden die sechs stützenden Säulen unter und oberhalb der Empore seitlich versetzt und um vier weitere Säulen ergänzt. 1852 wurde die Ostempore als Orgelempore eingebaut und die Kanzel, die bisher an der Ostwand aufgestellt war, vor die neue Empore vorgezogen.  Bis dahin war die Kanzel durch eine Maueröffnung im östlichen Seitenbau, die zu einer verdeckten Treppe führte, zugänglich. Die frei gewordene Westempore („Moritzbühne“) erhielt zwei neue Bankreihen. Im Jahr 1856 übertünchte ein Weißbinder die Innenwände samt Wappen und Inschriften, 1890 wurden die Säulen marmoriert. Nach dem Einbau einer Heizung im Jahr 1911 wurde die Kirche 1915 elektrifiziert. 1922 wurde an der Kirche ein Kriegerdenkmal errichtet. Die schmiedeeiserne Dachbekrönung wurde 1927 erneuert. Im Zuge einer Renovierung im Jahr 1934 erfolgten die Freilegung der alten Bemalung und die Wiederherstellung der blau-grünen Fassung der Säulen. Der Fußboden wurde neu belegt und die Ostempore mit dem Bibelvers aus Joh 14,6  bemalt. Eine umfassende Innenrenovierung folgte in den Jahren 1960–1962. Im Jahr 1962 erhielt die Kirche einen Außenputz. Eine Erneuerung des Turmdachs wurde im Jahr 1984 und eine Außenrenovierung 1997–1998 durchgeführt. Im Jahr 2013 wurden unter dem Abendmahlstisch Fliesen mit Mandola-Motiv entdeckt, die aus der alten Kirche übernommen wurden und dem Typ nach aus dem 15. Jahrhundert stammen.
Die Gambacher Kirchengemeinde umfasst heute mehr als 1900 Mitglieder und ist pfarramtlich mit Ober-Hörgern verbunden. Die Gemeinde gehört im Kirchspiel Gambach zum Dekanat Wetterau in der Propstei Oberhessen in der Evangelischen Kirche in Hessen und Nassau.

## Architektur

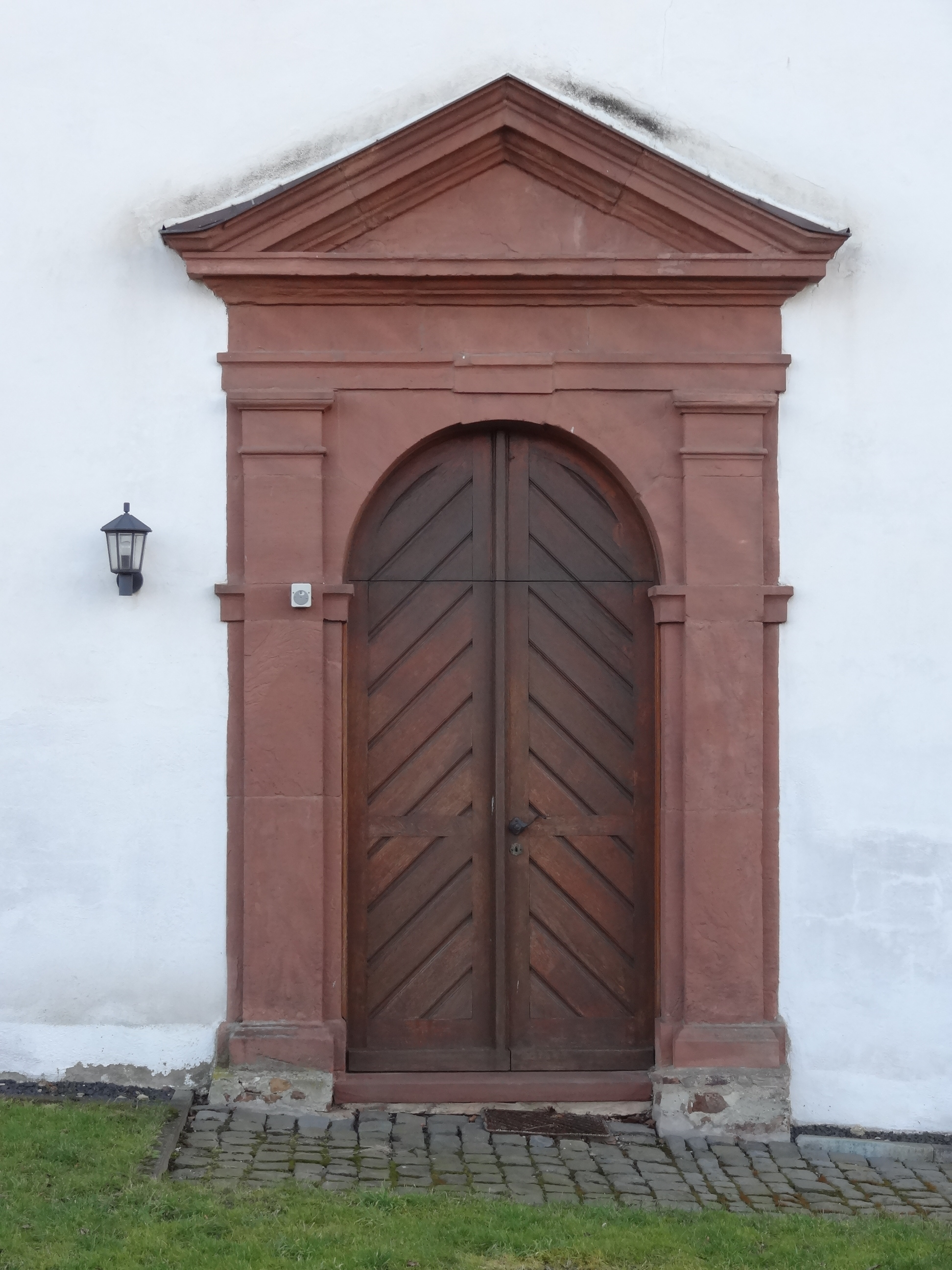
Südportal

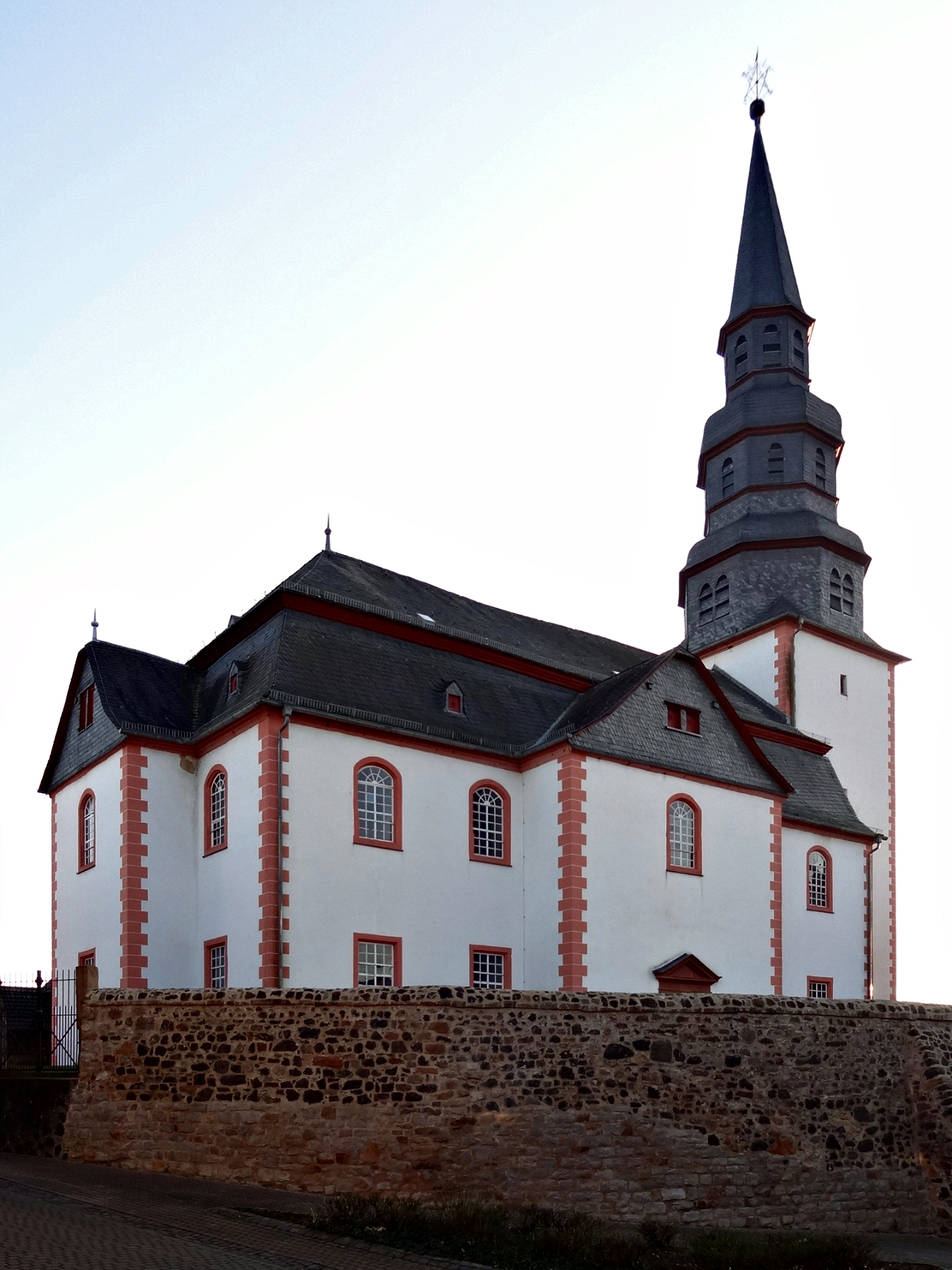
Pfarrkirche von Nordosten

Der hohe, weiß verputzte Saalbau mit Eckquaderung auf rechteckigem Grundriss ist nicht exakt geostet, sondern nach Ost-Nordost ausgerichtet. Er ist über den Fundamenten des Vorgängerbaus errichtet, ragt jedoch nach Norden über sie hinaus. Mit seinen risalitartigen, kurzen Kreuzarmen im Norden, Osten und Süden weist das Gebäude einen ähnlichen Grundriss wie die Johanniskirche in Dessau auf, die 1690–1702 errichtet wurde. In der hohen Mauerumfriedung mit wehrhaftem Charakter aus mittelalterlicher Zeit sind Reste von Schießscharten erkennbar.
Die Kirche wird durch die zweigeschossige Fensteranordnung beherrscht und von einem Mansarddach bedeckt. Den Rechteckfenstern in der unteren Zone, die innen einen Stichbogen aufweisen, entsprechen jeweils Stichbogen-Fenster in der oberen Zone. Die äußere Gesamtlänge beträgt 37 Meter, die Breite 21 Meter. Der Mittelraum ohne Turm und Ostnische misst 23,80 Meter, die Breite ohne Nischen 13,45 Meter. Das Gewölbe ist 15,00 Meter hoch, der Turm 52,00 Meter. Der Turm ist innen 7,50 Meter lang und 4,00 Meter breit, die Mauern des Schiffs 1,20 Meter dick, die des Turms 2,00 Meter. Die Kreuzarme haben verschieferte Giebel und treten an den Langseiten jeweils 2,50 Meter vor. Die Kirche wird durch drei baugleiche Portale im nördlichen und südlichen Kreuzarm sowie im Westturm erschlossen. Die rundbogigen Portale haben Gewände aus rotem Sandstein. Über zwei Pilastern mit ionisierenden Kapitellen ruht ein Architrav mit flachem Dreiecksgiebel. Die Kirche bietet etwa 800 Besuchern Platz.
Der Westturm ist im unteren Bereich massiv aufgemauert. Eine Tafel im Architrav des Westportals trägt eine Inschrift anlässlich des Kirchenneubaus von 1703: „DIESE KIRCH IST ERBAVET WORDEN 1703 ZVR ZEIT DER REGIRUNG DES WEILAND HO G B [= Hochgeborenen] GRAFFEN V[on] H[ungen] WILHELM MVRITZEN REIS G [= Reichsgraf] ZV S[olms] BRAVN FELS V DER D L [= Durchlauchtigen] GMALIN FRAV F[ürstlichen] MAGTALENA SVPHIA G B [= Geborene] PRINCESN AVS D F[ürstlichen] HAVS HESSEN DRM STAT [= Darmstadt]“. Die Turmhalle dient als Westeingang und hat eine zweiläufige Treppe zur Westempore der Kirche. Der dreifach abgestufte, oktogonale Haubenhelm mit rundbogigen Schalllöchern ist vollständig verschiefert. Die Bekrönung besteht aus einem Turmknauf, einem schmiedeeisernen Kreuz, das die Buchstaben „W G Z S B & T“ (= Wilhelm Graf zu Solms-Braunfels und Tecklenburg) und die Angaben der Himmelsrichtungen trägt, sowie einem Wetterhahn.

## Ausstattung

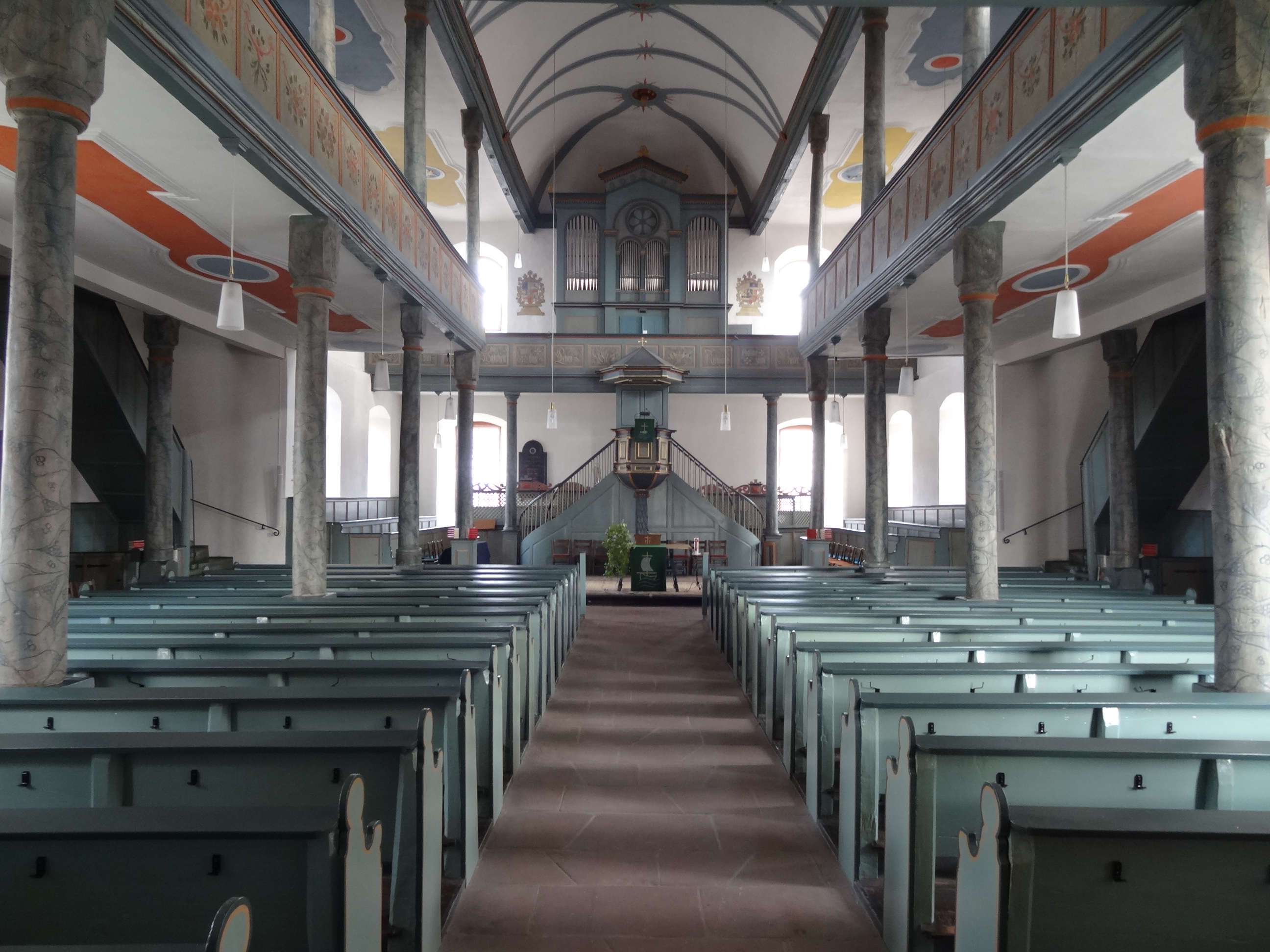
Innenraum mit Blick nach Osten

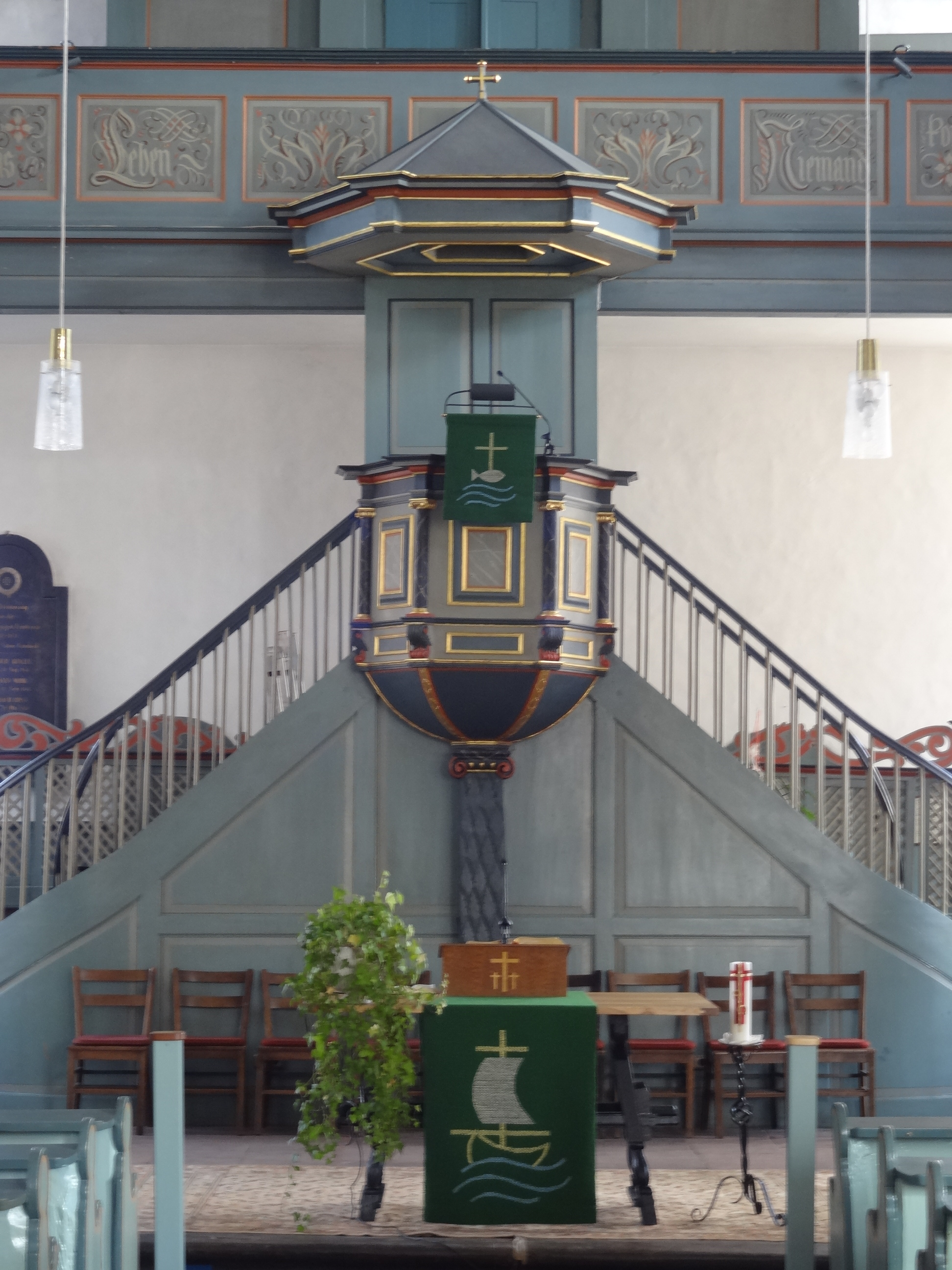
Kanzel mit beidseitigem Treppenaufgang

Der Innenraum über den Emporen wird von einer stuckierten Flachdecke abgeschlossen, die in den Ecken mit Putten verziert ist. Stucklisten an der Holztonne über dem Mittelraum imitieren ein Kreuzrippengewölbe. Die Rippen enden in Medaillons, die wie Schlusssteine erscheinen und mit Früchten und Blättern verziert sind. Die Kreuzarme sind durch die Emporen abgetrennt und dienen als Treppenanlagen für die Emporen. Die dreiseitig umlaufende, U-förmige Empore ruht an den Langseiten auf toskanischen Säulen mit hohen, viereckigen Schäften und quaderförmigen Kapitellen. Oberhalb der Empore werden die Säulen zum Abstützen der Decke fortgeführt. Die Brüstungen sind mit Festons bemalt, die Bärenklau-Ranken zeigen. Die gräflichen Wappen von Wilhelm Moritz und seiner Frau Prinzessin Magdalene Sophie von Hessen-Homburg sind an der Ostwand der Kirche aufgemalt und flankieren die Orgel. Über der Empore an der Westwand sind der Bibelvers aus Ps 26,8  und die Inschrift „Erbaut im Jahre des Herrn 1703“ gemalt.
Kanzel, Abendmahlstisch und Orgel sind auf der Mittelachse angeordnet. Die polygonale, hölzerne Kanzel aus der Erbauungszeit der Kirche ruht auf einem Pfeiler und hat beidseitig einen Treppenaufgang. Sie wurde im Zuge der Emporenerweiterung für die Orgel vorgerückt. Die Kanzelfelder mit rechteckigen Füllungen werden von Ecksäulen begrenzt. Die marmorierten Säulen stehen auf kleinen Konsolen und enden in kleinen Kapitellen. Den oberen Abschluss des Kanzelkorbs bildet ein profilierter Gesimskranz. Der unregelmäßig sechseckige Schalldeckel ist reich profiliert und hat ein flaches Zeltdach mit schlichtem Kreuz als Bekrönung. Eine 1934 angebrachte Bemalung des Schalldeckels mit einem Bibelvers wurde 1961 wieder rückgängig gemacht. Entsprechend reformierter Tradition verfügt die Kirche über keinen Altar, sondern über einen Abendmahlstisch, auf dem die offene Bibel liegt.

## Orgel

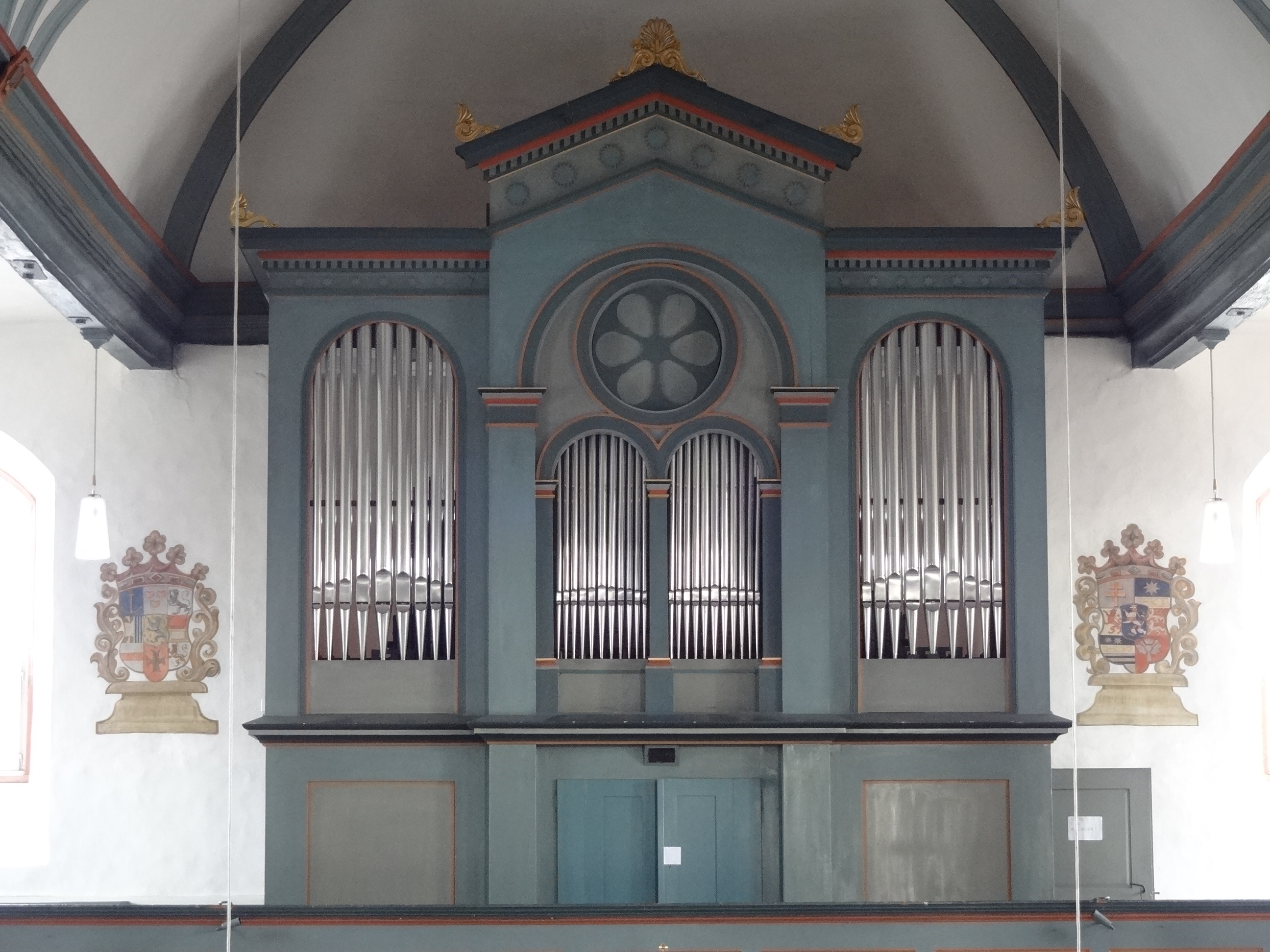
Prospekt der Bernhard-Orgel von 1854

Für den Kirchenneubau wurde 1719 vom Gambacher Orgelbauer Heinrich Grieb (Orgelbauer) eine neue Orgel eingebaut. 1778 ist von einer Organistentätigkeit die Rede. Die alte Orgel, die auf der Westempore stand, wurde 1855 versteigert. An der Ostseite wurde ab 1852 eine Orgelempore auf drei Stützen eingebaut. In den Jahren 1843/1854 baute Friedrich Wilhelm Bernhard, Sohn von Johann Hartmann Bernhard, dort die heutige Orgel. Der Prospekt hat einen überhöhten Mittelrisalit mit Flachgiebel. In einer Rundbogennische ist unter einer Rosette ein gekuppeltes rundbogiges Pfeifenfeld angebracht. Zwei große Rundbögen mit Flachfeldern flankieren die Orgel. 40 zinnerne Pfeifen des Prinzipals im Prospekt wurden 1917 zu Rüstungszwecken abgeliefert. 1958 folgten eine Renovierung, Umdisponierung und Erweiterung der Orgel durch die Licher Firma Förster & Nicolaus, 1987 eine Überholung und der Austausch einiger Pfeifen, 2002 eine weitere Überholung. Die Orgel verfügt über 15 Register, die sich auf einem Manual und Pedal verteilen.
| I Manual C–f3    |    |
| Principal        | 8′ |
| Quintatön        | 8′ |
| Bourdon          | 8′ |
| Salicional       | 8′ |
| Octav            | 4′ |
| Gedackt          | 4′ |
| Octav            | 2′ |
| Blockflöte       | 2′ |
| Sifflet          | 1′ |
| Sesquialtera III |    |
| Mixtur           | IV |

| Pedal C–d1 |     |
| Subbaß     | 16′ |
| Octavbaß   | 8′  |
| Rohrflöte  | 4′  |
| Principal  | 2′  |

- Koppeln: I/P

## Geläut
Der Kirchturm von 1710 beherbergt ein Dreiergeläut, für das Dilman Schmid und Philipp Schweitzer im selben Jahr eine große und eine kleine Glocke gossen. Die älteste nachweisbare Glocke aus dem Jahr 1629 eines unbekannten Glockengießers soll 700 kg gewogen haben und wurde aus dem Vorgängerturm übernommen. Für die große Glocke, die 993 kg wiegt und einen Durchmesser von 1,18 Meter hat, wurde 1742 das Joch erneuert. Die mittlere zersprang 1886 und wurde durch die Glockengießerei in Apolda ersetzt (615 kg). Im Jahr 1917 wurde sie zu Rüstungszwecken abgeliefert und eingeschmolzen. Eine neue  Rincker-Glocke von 1922 wurde 1942 beschlagnahmt und ging verloren. Rincker goss 1949 eine neue Glocke, mithin die vierte mittlere Glocke. Die große musste 1942 ebenfalls abgeliefert werden, kehrte 1947 jedoch aus Hamburg zurück. Das Geläut erklingt im Gloria-Motiv.
| Nr. | Gussjahr | Gießer, Gussort                             | Schlagton | Inschrift | Bild |
| 1   | 1710     | Dilman Schmid und Philipp Schweitzer, Aßlar | e1        | „M. Thilmann Schmitt und Philippus Schweitzer von Aslar gossen mich / Unter der Regierung des Hochgeborenen Grafen und Herrn Wilhelm Moritz, Reichsgraf zu Solms, Tecklenburg und Griechingen, Herrn zu Münzenberg, Püttlingen, Dorsweiler und Beaucourt, seiner königlichen Majestät in Preußen wirklicher geheimer Staatsrat und des Preussischen Ritterordens des Schwarzen Adler Ordensritter. Wenn du zum Hause Gottes gehst, komm dass du hörest. Johann Theophil Schwind, Pfarrer; Kaspar Bus, Schultheiss und Heinrich Grieb, Baumeister“ |      |
| 2   | 1949     | Gebr. Rincker, Sinn                         | fis1      | „O Land, Land, Land, hoere des Herrn Wort 1629 1886 1922 1949“ |      |
| 3   | 1710     | Philipp Schweitzer, Aßlar                   | a1        | [Relief mit dem Heiligen Simon] |      |